# Джонсон, Дарнелл
Дарнелл Джонсон (англ. Darnell Johnson; род. 3 сентября 1998, Лестер, Восточный Мидленд) — английский футболист, защитник клуба «Флитвуд Таун». Чемпион Европы среди юношей до 19 лет.

## Клубная карьера
Джонсон является воспитанником футбольного клуба «Лестер Сити», в академию которого он поступил в десятилетнем возрасте. В сезоне 2016/2017 провёл за молодёжную команду 17 встреч.
31 января 2019 года до конца сезона был отдан в аренду в клуб «Хиберниан». Через неделю дебютировал за шотландский клуб в игре против «Селтика».
28 сентября 2021 года на пол сезона был отдан в аренду в «Уиган Атлетик».
25 января 2021 года до конца сезона был отдан в аренду в клуб «Уимблдон».
В июне 2021 года было объявлено, что Джонсон покинет «Лестер Сити» по истечении срока его контракта в конце сезона.
2 августа 2021 года Джонсон подписал двухлетний контракт с клубом «Флитвуд Таун».

## Карьера за сборную
Победитель чемпионата Европы 2017 года среди юношей до 19 лет. На турнире провёл три встречи, в двух из них выходил в стартовом составе, в том числе и в финальном матче.